# Mattias Bjärsmyr
Mattias Bjärsmyr (* 3. Januar 1986 in Hestra) ist ein ehemaliger schwedischer Fußballspieler. Der Abwehrspieler, der 2008 in der schwedischen Nationalmannschaft debütierte, gewann in Schweden, Griechenland und Norwegen jeweils den nationalen Meistertitel.

## Werdegang

### Karrierebeginn und Entwicklung zum Nationalspieler

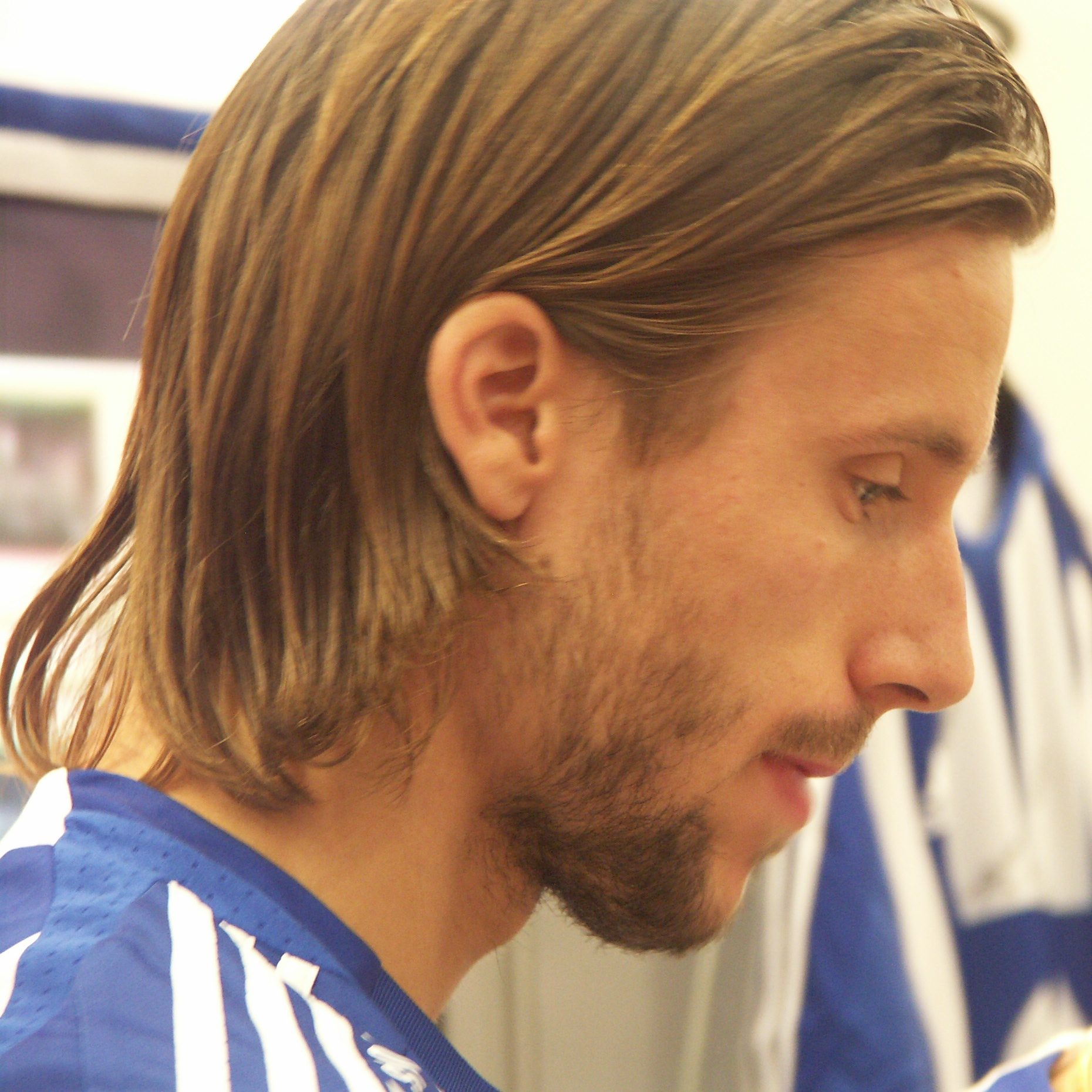
Mattias Bjärsmyr

Nachdem Bjärsmyr in seinem Heimatort bei Hestra SSK mit dem Fußballspielen angefangen hatte, kam der Abwehrspieler über Grimsås IF zu Husqvarna FF. Beim Drittligisten debütierte er 2002 in der Herrenmannschaft. Nach drei erfolgreichen Jahren für den Nachwuchsspieler in der Abwehr des Klubs, in der die Mannschaft regelmäßig nur knapp den Aufstieg in die Superettan verpasste, wurde er 2005 von IFK Göteborg verpflichtet.
Im Mai 2005 debütierte Bjärsmyr beim 1:1-Unentschieden gegen IF Elfsborg durch Tore von Peter Ijeh und Daniel Alexandersson in der Allsvenskan, als er in der Halbzeitpause für Hjálmar Jónsson eingewechselt wurde. Im weiteren Saisonverlauf konnte er sich unter Trainer Arne Erlandsen einen Stammplatz in der Abwehr erspielen und machte sich auch für die schwedische U-21-Nationalmannschaft interessant. Am 17. August des Jahres debütierte er beim 1:1-Unentschieden gegen die tschechische Nachwuchsnationalmannschaft in der Juniorennationalmannschaft, als er in der zweiten Halbzeit Stefan Ålander ersetzte. In der Folge gehörte er weiterhin zum Kader der Auswahl, konnte sich aber zunächst nicht gegen die aus Stefan Ålander, Andreas Granqvist, Jonas Olsson und Fredrik Stenman bestehende Stammformation in der Abwehr durchsetzen.
In den anschließenden Spielzeiten konnte sich Bjärsmyr sowohl in der Startelf des Klubs als auch der Juniorennationalmannschaft festsetzen. Auch unter dem Trainerduo Stefan Rehn und Jonas Olsson, das vor Beginn der Spielzeit 2007 die Betreuung der IFK-Mannschaft übernahm, verpasste er nur ein Saisonspiel und trug mit zwei Saisontoren zum Gewinn des Lennart-Johansson-Pokals für den schwedischen Meister bei. Daraufhin wurde er von Lars Lagerbäck für die Nationalmannschaft nominiert. Am 13. Januar 2008 debütierte er beim 1:0-Erfolg über die costa-ricanische Landesauswahl anlässlich einer Südamerikatour der schwedischen Mannschaft im Nationaljersey und übernahm dabei sogar in der zweiten Spielhälfte die Kapitänsbinde, als der etatmäßige Mannschaftskapitän Anders Svensson in der Halbzeitpause gegen Andreas Dahl ausgetauscht wurde.
In der Spielzeit 2008 kam Bjärsmyr nur aufgrund eines Platzverweises nicht in allen Erstligapartien zum Einsatz. Zudem erreichte er mit seinem Klub das Pokalfinale, das die Mannschaft gegen Kalmar FF nach Elfmeterschießen gewinnen konnte. Daraufhin meldeten mehrere internationale Vereine wie RSC Anderlecht, der FC Red Bull Salzburg oder der FC Kopenhagen Interesse an einer Verpflichtung des Abwehrspielers an. Der Spieler blieb dem Verein treu und erreichte als Stammspieler mit der Mannschaft zur Sommerpause der Spielzeit 2009 den ersten Tabellenplatz. Ende Mai beriefen ihn die Betreuer der schwedischen U-21-Auswahl Tommy Söderberg und Jörgen Lennartsson an der Seite seiner Vereinskameraden Gustav Svensson, Pontus Wernbloom und Robin Söder in den Kader für die U-21-Europameisterschaftsendrunde im Sommer im eigenen Land. Mit der Mannschaft erreichte er das Halbfinale des Turniers.

### Auslandsjahre mit Titelgewinnen
Ab Juli 2009 stand Bjärsmyr bei Panathinaikos Athen unter Vertrag. Der griechische Klub zahlte eine Ablösesumme in Höhe von 450.000 Euro an IFK Göteborg. Anfangs noch Stammspieler, rückte er im Saisonverlauf ins zweite Glied. Dennoch trug er in 16 Saisonspielen an der Seite von Spielern wie Djibril Cissé, Giorgos Karagounis, Konstantinos Katsouranis, Cédric Kanté, Sebastián Leto und Loukas Vyntra zum Gewinn des griechischen Meistertitels bei. Zudem gewann die Mannschaft mit einem 1:0-Endspielerfolg über Aris Thessaloniki den Landespokal, dabei hatte er im Endspiel nicht zum 18-köpfigen Kader gehört.
Zunächst stand Bjärsmyr auch zu Beginn der Folgesaison im Kader, wurde aber von Doublegewinntrainer Nikolaos Nioplias nicht eingesetzt. Kurz vor Ende der Sommerwechselperiode wechselte er jedoch ab August 2010 für knapp ein Jahr auf Leihbasis nach Norwegen zu Rosenborg Trondheim, die Vereinbarung sah zudem eine Kaufoption vor. Bis zum Saisonende bestritt er sieben Spiele in der Tippeligaen und trug damit zur Titelverteidigung des Meistertitels bei. Zudem bestritt er alle Spiele in der Gruppenphase der Europa League 2010/11, als Gruppenletzter schied er jedoch mit dem Verein vorzeitig aus dem Wettbewerb aus. Zu Beginn der Spielzeit 2011 kam der Verteidiger zu einem Einsatz in der Startelf, ehe er ins zweite Glied rückte. Im Sommer sah der Verein vom Ziehen der Kaufoption ab.
Bjärsmyr kehrte im Sommer 2011 nach Ende des Leihgeschäftes zu Panathinaikos zurück. Mittlerweile hatte der Portugiese Jesualdo Ferreira das Traineramt übernommen, jedoch war er auch hier anfangs nur Ersatzspieler und wurde mit einem erneuten Vereinswechsel in Verbindung gebracht. Ab Januar 2012 rückte er jedoch wieder in die Mannschaft und lief bis März in neun Meisterschaftsspielen auf, anschließend verschwand er erneut aus der Startformation. Im Sommer löste der Klub den Vertrag mit dem Spieler vorzeitig auf.

### Rückkehr nach Schweden
Nach diversen Probetraining in verschiedenen europäischen Ländern schloss sich Bjärsmyr Ende August 2012 seinem Ex-Klub IFK Göteborg an, bei dem er einen bis Ende 2013 datierten Vertrag unterzeichnete. Schnell etablierte er sich wieder als Stammkraft in der Mannschaft, mit der er 2013 zum zweiten Mal in seiner Karriere den schwedischen Landespokal gewann. Zwei Jahre später führte er die Mannschaft als Mannschaftskapitän ins Pokalendspiel, das gegen Örebro SK gewonnen wurde.

### Wechsel in die Türkei
Im Sommer 2017 wechselte Bjärsmyr in die türkische Süper Lig zum Aufsteiger Sivasspor. Nach zwei Jahren wechselte er innerhalb dieser Liga zum Aufsteiger Gençlerbirliği Ankara.

### Rückkehr zum IFK Göteborg
Am 13. Juni 2020 wechselte Bjärsmyr zurück in seine Heimat zum IFK Göteborg. Die ersten beiden Spiele in der Fotbollsallsvenskan war er noch nicht im Kader doch am 22. Juni 2020 gab er sein Comeback gegen Mjällby AIF (2:2).

## Erfolge
IFK Göteborg
- Schwedischer Meister: 2007
- Schwedischer Pokalsieger: 2008, 2013, 2015, 2020
- Schwedischer Supercupsieger: 2008

Rosenborg Trondheim
- Norwegischer Meister: 2010

Panathinaikos Athen
- Griechischer Meister: 2010
- Griechischer Pokalsieger: 2010